# Valmaior
Valmaior é uma povoação portuguesa do Município de Albergaria-a-Velha que foi sede da extinta Freguesia de Valmaior, freguesia que tinha 17,68 km² de área e 2 040 habitantes (2011), e, por isso, uma densidade populacional de 115,4 hab/km².
A Freguesia de Valmaior foi extinta em 2013, no âmbito de uma reforma administrativa nacional, tendo sido agregada à freguesia de Albergaria-a-Velha, para formar uma nova freguesia denominada Albergaria-a-Velha e Valmaior com sede em Albergaria-a-Velha.
Os principais lugares da freguesia eram Igreja, Açores, Santo António, Rendo, Mouquim, Vila Nova de Fusos, Foz e Póvoa.

## População
| População da freguesia de Valmaior | População da freguesia de Valmaior | População da freguesia de Valmaior | População da freguesia de Valmaior | População da freguesia de Valmaior | População da freguesia de Valmaior | População da freguesia de Valmaior | População da freguesia de Valmaior | População da freguesia de Valmaior | População da freguesia de Valmaior | População da freguesia de Valmaior | População da freguesia de Valmaior | População da freguesia de Valmaior | População da freguesia de Valmaior | População da freguesia de Valmaior |
| ---------------------------------- | ---------------------------------- | ---------------------------------- | ---------------------------------- | ---------------------------------- | ---------------------------------- | ---------------------------------- | ---------------------------------- | ---------------------------------- | ---------------------------------- | ---------------------------------- | ---------------------------------- | ---------------------------------- | ---------------------------------- | ---------------------------------- |
| 1864                               | 1878                               | 1890                               | 1900                               | 1911                               | 1920                               | 1930                               | 1940                               | 1950                               | 1960                               | 1970                               | 1981                               | 1991                               | 2001                               | 2011                               |
| 802                                | 919                                | 964                                | 1.019                              | 1.216                              | 1.371                              | 1.473                              | 1.686                              | 1.843                              | 1.849                              | 1.637                              | 1.931                              | 1.970                              | 2.022                              | 2.040                              |

| Distribuição da População por Grupos Etários | Distribuição da População por Grupos Etários | Distribuição da População por Grupos Etários | Distribuição da População por Grupos Etários | Distribuição da População por Grupos Etários | Distribuição da População por Grupos Etários | Distribuição da População por Grupos Etários | Distribuição da População por Grupos Etários | Distribuição da População por Grupos Etários | Distribuição da População por Grupos Etários |
| -------------------------------------------- | -------------------------------------------- | -------------------------------------------- | -------------------------------------------- | -------------------------------------------- | -------------------------------------------- | -------------------------------------------- | -------------------------------------------- | -------------------------------------------- | -------------------------------------------- |
| Ano                                          | 0-14 Anos                                    | 015-24 Anos                                  | 25-64 Anos                                   | < 65 Anos                                    |                                              | 0-14 Anos                                    | 015-24 Anos                                  | 25-64 Anos                                   | < 65 Anos                                    |
| 2001                                         | 314                                          | 279                                          | 1 057                                        | 372                                          |                                              | 15,5%                                        | 13,8%                                        | 52,3%                                        | 18,4%                                        |
| 2011                                         | 287                                          | 203                                          | 1 141                                        | 409                                          |                                              | 14,1%                                        | 10,0%                                        | 55,9%                                        | 20,0%                                        |

## Toponímia
O nome Valmaior (antes Valle Maior) corresponde à larga depressão fluvial, com a várzea que ali se forma, que avança até à parte terminal do Rio Caima.

## Atividades Económicas
As actividades principais são a agricultura, silvicultura e extracção de inertes. Com grande projecção nacional existiu uma fábrica de pasta de papel.

## Traços Religiosos
A actual Igreja Paroquial dedicada a Santa Eulália, resultou de várias transformações feitas sobre a que foi construída, provavelmente, no século XVII. Estas alterações são também responsáveis pela existência de retábulos de várias épocas.
Para além desta Igreja existem várias Capelas que merecem menção. Destacamos as seguintes:Capela de S. Martinho em Mouquim, Capela de Nossa Senhora da Lapa em Açôres, Capela de S. Luís em Vila Nova de Fusos, Capela da Senhora da Luz no Cabeço da Sede de Freguesia, Capela do Senhor dos Passos em Santo António de Vale Maior, Capela de Santo António em Santo António e Capela de S. Tomé em Rendo.
10 de Dezembro é o dia de Santa Eulália contudo é em Julho que é feita a festa em sua honra, a 8 de Setembro a Senhora da Luz, o S. Martinho a 11 de Novembro, S. Luís no último Domingo de Agosto, o Santo António a 13 de Junho e a Senhora da Lapa a 15 de Agosto.

## Outro Património
Classificada pelo IPPAR em 1997, a "Mamoa de Açôres" ergue-se no Lugar que lhe deu nome, nas proximidades de Albergaria-a-Velha.
Este exemplar megalítico foi construído durante o Neo-calcolítico desta região do actual território português, numa posição-charneira entre as áreas situadas a Sul do Tejo e a própria Beira Alta, sendo nos distritos de Viseu e de Aveiro que se concentra a maior parte dos sepulcros megalíticos identificados até ao momento nas Beiras. "De notar porém que existe nesta área uma gama muito diversificada de arquitecturas e espólios funerários, certamente em articulação com um longo período de vigência do fenómeno megalítico, ainda dificilmente decomponível de acordo com grandes etapas construtivas e de utilização." (JORGE, S. O., 1991, p. 136).
Apesar de ainda não ter sido objecto de investigação, a "Mamoa de Açôres" possui cerca de trinta metros de diâmetro, não se observando, contudo, quaisquer estruturas pétreas que a pudessem ter suportado na origem.